# Eupithecia brevicula
Eupithecia brevicula là một loài bướm đêm trong họ Geometridae.